# Jeździec bez głowy ścigający Ichaboda Crane’a
Jeździec bez głowy ścigający Ichaboda Crane’a (ang. The Headless Horseman Pursuing Ichabod Crane) – obraz olejny namalowany przez amerykańskiego malarza Johna Quidora w 1858, znajdujący się w zbiorach Smithsonian American Art Museum and the Renwick Gallery w Waszyngtonie. 
Płótno Quidora przedstawia scenę z opowiadania Legenda o Sennej Kotlinie ze zbioru Szkicownik autorstwa amerykańskiego pisarza Washingtona Irvinga, której głównymi bohaterami są Jeździec bez głowy (zwany także Galopującym Heseńczykiem) który jest duchem żołnierza najemnej armii heskiej pozbawionym głowy z powodu pocisku armatniego który mu ją urwał w bezimiennej bitwie wojny o niepodległość Stanów Zjednoczonych oraz nauczyciel Ichabod Crane z przerażenia uciekający przed duchem. Scena w mrocznym lesie przy pełni Księżyca jest bardzo dynamiczna – Jeździec siedzi na czarnym wspiętym koniu i ciska dynią w przerażonego Crane’a uciekającego na białym koniu Piorunie który pędzi tak szybko że aż wypięło się siodło. W tle po prawej widoczny jest jasno oświetlony kościół i cmentarz.